# 切波河
切波河（西班牙語：Rio Chepo）是巴拿马的一条河流，流经切波区，注入太平洋。